# Morse (S638)
Pour les autres navires du même nom, voir Morse (sous-marin).
Le Morse (indicatf visuel : S638) est un sous-marin d'attaque conventionnel français de classe Narval.

## Historique
Un chien militaire nommé Pic-Pic. embarque à bord du Morse de 1958 au 1er avril 1967 et a 12 023 heures de plongée inscrites à son livret. Sa mission officielle est détecter en premier le monoxyde de carbone et le dioxyde de carbone. Il fut le dernier chien à naviguer sur un sous-marin de la marine française.